# Eurhinocricus peruvianus
Eurhinocricus peruvianus är en mångfotingart som beskrevs av Kraus 1954. Eurhinocricus peruvianus ingår i släktet Eurhinocricus och familjen Rhinocricidae. Inga underarter finns listade i Catalogue of Life.